# Pellona harroweri
Pellona harroweri is een straalvinnige vis uit de familie van Haringen, Sardienen en Pellona's (Pristigasteridae), orde haringachtigen (Clupeiformes), die voorkomt in het westen en het zuidwesten van de Atlantische Oceaan.

## Beschrijving
Pellona harroweri kan een maximale lengte bereiken van 18 cm. Van de zijkant gezien heeft het lichaam van de vis een normale vorm, van bovenaf gezien is de vorm het beste te typeren als gedrongen. De kop is min of meer recht. De ogen zijn normaal van vorm en zijn symmetrisch. De mond zit aan de bovenkant van de kop.
De vis heeft één rugvin en één aarsvin. De aarsvin heeft 36 tot 42 vinstralen.

## Leefwijze
Pellona harroweri is een zout- en brakwatervis die voorkomt in een tropisch klimaat. De diepte waarop de soort voorkomt is 5 tot 36 m onder het wateroppervlak. De vis voedt zich met hoofdzakelijk met dierlijk voedsel.
De soort staat niet op de Rode Lijst van de IUCN.